# 埃德加·安德森
埃德加·安德森（1897年11月9日—1969年6月18日）是一位美国植物学家，提出了基因滲入的概念，1958年获倫敦林奈學會颁发的达尔文-华莱士奖章。